# AP通信NFL最優秀新人選手賞
AP通信NFL最優秀新人選手賞（エーピーつうしんエヌエフエルさいゆうしゅうしんじんせんしゅしょう、Associated Press NFL Rookie of the Year Award）は、毎年、AP通信が審査したNFLで良い成績を残したオフェンス（攻撃）とディフェンス（守備）の各新人選手（1年目のみ）に贈られる賞である。審査員は、NFLリーグ全体を網羅するAP通信の50人のメンバーによって決定される。オフェンス選手は1957年から、ディフェンス選手は1967年から選出されている。
NFLはこの賞を公式な最優秀新人選手賞としており、ペプシNFL最優秀新人選手賞、AP通信NFL最優秀新人攻撃選手賞、AP通信NFL最優秀新人守備選手賞がNFLの授賞式「NFLオナーズ」で発表されている。

## 受賞者一覧
| 年度 | 最優秀新人攻撃選手賞       | 最優秀新人攻撃選手賞               | 最優秀新人攻撃選手賞 | 最優秀新人守備選手賞                             | 最優秀新人守備選手賞                             | 最優秀新人守備選手賞                             |
| 年度 | 選手名                     | チーム                             | ポジション           | 選手名                                           | チーム                                           | ポジション                                       |
| ---- | -------------------------- | ---------------------------------- | -------------------- | ------------------------------------------------ | ------------------------------------------------ | ------------------------------------------------ |
| 1957 | ジム・ブラウン             | クリーブランド・ブラウンズ         | RB                   | 1957年シーズン〜1966年シーズンは攻撃選手のみ選出 | 1957年シーズン〜1966年シーズンは攻撃選手のみ選出 | 1957年シーズン〜1966年シーズンは攻撃選手のみ選出 |
| 1958 | ジミー・オア               | ピッツバーグ・スティーラーズ       | E                    | 1957年シーズン〜1966年シーズンは攻撃選手のみ選出 | 1957年シーズン〜1966年シーズンは攻撃選手のみ選出 | 1957年シーズン〜1966年シーズンは攻撃選手のみ選出 |
| 1959 | ボイド・ダウラー           | グリーンベイ・パッカーズ           | E                    | 1957年シーズン〜1966年シーズンは攻撃選手のみ選出 | 1957年シーズン〜1966年シーズンは攻撃選手のみ選出 | 1957年シーズン〜1966年シーズンは攻撃選手のみ選出 |
| 1960 | ゲイル・コグディル         | デトロイト・ライオンズ             | E                    | 1957年シーズン〜1966年シーズンは攻撃選手のみ選出 | 1957年シーズン〜1966年シーズンは攻撃選手のみ選出 | 1957年シーズン〜1966年シーズンは攻撃選手のみ選出 |
| 1961 | マイク・ディトカ           | シカゴ・ベアーズ                   | TE                   | 1957年シーズン〜1966年シーズンは攻撃選手のみ選出 | 1957年シーズン〜1966年シーズンは攻撃選手のみ選出 | 1957年シーズン〜1966年シーズンは攻撃選手のみ選出 |
| 1962 | ロニー・ブル               | シカゴ・ベアーズ                   | RB                   | 1957年シーズン〜1966年シーズンは攻撃選手のみ選出 | 1957年シーズン〜1966年シーズンは攻撃選手のみ選出 | 1957年シーズン〜1966年シーズンは攻撃選手のみ選出 |
| 1963 | ポール・フラットリー       | ミネソタ・バイキングス             | E                    | 1957年シーズン〜1966年シーズンは攻撃選手のみ選出 | 1957年シーズン〜1966年シーズンは攻撃選手のみ選出 | 1957年シーズン〜1966年シーズンは攻撃選手のみ選出 |
| 1964 | チャーリー・テイラー       | ワシントン・レッドスキンズ         | RB                   | 1957年シーズン〜1966年シーズンは攻撃選手のみ選出 | 1957年シーズン〜1966年シーズンは攻撃選手のみ選出 | 1957年シーズン〜1966年シーズンは攻撃選手のみ選出 |
| 1965 | ゲイル・セイヤーズ         | シカゴ・ベアーズ                   | RB                   | 1957年シーズン〜1966年シーズンは攻撃選手のみ選出 | 1957年シーズン〜1966年シーズンは攻撃選手のみ選出 | 1957年シーズン〜1966年シーズンは攻撃選手のみ選出 |
| 1966 | ジョニー・ローランド       | セントルイス・カージナルス         | RB                   | 1957年シーズン〜1966年シーズンは攻撃選手のみ選出 | 1957年シーズン〜1966年シーズンは攻撃選手のみ選出 | 1957年シーズン〜1966年シーズンは攻撃選手のみ選出 |
| 1967 | メル・ファー               | デトロイト・ライオンズ             | RB                   | レム・バーニー                                   | デトロイト・ライオンズ                           | CB                                               |
| 1968 | アール・マックラウチ       | デトロイト・ライオンズ             | WR                   | クロード・ハンフリー                             | アトランタ・ファルコンズ                         | DE                                               |
| 1969 | カルビン・ヒル             | ダラス・カウボーイズ               | RB                   | ミーン・ジョー・グリーン                         | ピッツバーグ・スティーラーズ                     | DT                                               |
| 1970 | デニス・ショウ             | バッファロー・ビルズ               | QB                   | ブルース・テイラー                               | サンフランシスコ・49ers                          | CB                                               |
| 1971 | ジョン・ブロッキントン     | グリーンベイ・パッカーズ           | RB                   | アイザイア・ロバートソン                         | ロサンゼルス・ラムズ                             | LB                                               |
| 1972 | フランコ・ハリス           | ピッツバーグ・スティーラーズ       | RB                   | ウィリー・ブキャノン                             | グリーンベイ・パッカーズ                         | CB                                               |
| 1973 | チャック・フォアマン       | ミネソタ・バイキングス             | RB                   | ウォリー・チェンバース                           | シカゴ・ベアーズ                                 | DT                                               |
| 1974 | ドン・ウッズ               | サンディエゴ・チャージャーズ       | RB                   | ジャック・ランバート                             | ピッツバーグ・スティーラーズ                     | LB                                               |
| 1975 | マイク・トーマス           | ワシントン・レッドスキンズ         | RB                   | ロバート・ブラジル                               | ヒューストン・オイラーズ                         | LB                                               |
| 1976 | サミー・ホワイト           | ミネソタ・バイキングス             | WR                   | マイク・ヘインズ                                 | ニューイングランド・ペイトリオッツ               | CB                                               |
| 1977 | トニー・ドーセット         | ダラス・カウボーイズ               | RB                   | A・J・デューイ                                   | マイアミ・ドルフィンズ                           | DE                                               |
| 1978 | アール・キャンベル         | ヒューストン・オイラーズ           | RB                   | アル・ベイカー                                   | デトロイト・ライオンズ                           | DE                                               |
| 1979 | オーティス・アンダーソン   | セントルイス・カージナルス         | RB                   | ジム・ハスレット                                 | バッファロー・ビルズ                             | LB                                               |
| 1980 | ビリー・シムズ             | デトロイト・ライオンズ             | RB                   | バディ・カリー アル・リチャードソン              | アトランタ・ファルコンズ                         | LB                                               |
| 1981 | ジョージ・ロジャース       | ニューオーリンズ・セインツ         | RB                   | ローレンス・テイラー                             | ニューヨーク・ジャイアンツ                       | LB                                               |
| 1982 | マーカス・アレン           | ロサンゼルス・レイダース           | RB                   | チップ・バンクス                                 | クリーブランド・ブラウンズ                       | LB                                               |
| 1983 | エリック・ディッカーソン   | ロサンゼルス・ラムズ               | RB                   | バーノン・マックスウェル                         | ボルチモア・コルツ                               | LB                                               |
| 1984 | ルイス・リップス           | ピッツバーグ・スティーラーズ       | WR                   | ビル・マース                                     | カンザスシティ・チーフス                         | DT                                               |
| 1985 | エディ・ブラウン           | シンシナティ・ベンガルズ           | WR                   | ドウェイン・ビケット                             | インディアナポリス・コルツ                       | LB                                               |
| 1986 | ルーベン・メイズ           | ニューオーリンズ・セインツ         | RB                   | レスリー・オニール                               | サンディエゴ・チャージャーズ                     | DE                                               |
| 1987 | トロイ・ストラドフォード   | マイアミ・ドルフィンズ             | RB                   | シェーン・コンラン                               | バッファロー・ビルズ                             | LB                                               |
| 1988 | ジョン・スティーブンス     | ニューイングランド・ペイトリオッツ | RB                   | エリック・マクミラン                             | ニューヨーク・ジェッツ                           | S                                                |
| 1989 | バリー・サンダース         | デトロイト・ライオンズ             | RB                   | デリック・トーマス                               | カンザスシティ・チーフス                         | LB                                               |
| 1990 | エミット・スミス           | ダラス・カウボーイズ               | RB                   | マーク・キャリアー                               | シカゴ・ベアーズ                                 | S                                                |
| 1991 | レナード・ラッセル         | ニューイングランド・ペイトリオッツ | RB                   | マイク・クロール                                 | デンバー・ブロンコス                             | LB                                               |
| 1992 | カール・ピケンズ           | シンシナティ・ベンガルズ           | WR                   | デイル・カーター                                 | カンザスシティ・チーフス                         | CB                                               |
| 1993 | ジェローム・ベティス       | ロサンゼルス・ラムズ               | RB                   | デイナ・スタブルフィールド （ 英語版 ）          | サンフランシスコ・49ers                          | DT                                               |
| 1994 | マーシャル・フォーク       | インディアナポリス・コルツ         | RB                   | ティム・ボーエンス                               | マイアミ・ドルフィンズ                           | DT                                               |
| 1995 | カーティス・マーティン     | ニューイングランド・ペイトリオッツ | RB                   | ヒュー・ダグラス                                 | ニューヨーク・ジェッツ                           | DE                                               |
| 1996 | エディ・ジョージ           | ヒューストン・オイラーズ           | RB                   | シメオン・ライス                                 | アリゾナ・カージナルス                           | DE                                               |
| 1997 | ウォリック・ダン           | タンパベイ・バッカニアーズ         | RB                   | ピーター・ボウルウェア                           | ボルチモア・レイブンズ                           | LB                                               |
| 1998 | ランディ・モス             | ミネソタ・バイキングス             | WR                   | チャールズ・ウッドソン                           | オークランド・レイダース                         | CB                                               |
| 1999 | エジャリン・ジェームス     | インディアナポリス・コルツ         | RB                   | ジェボン・カース                                 | テネシー・タイタンズ                             | DE                                               |
| 2000 | マイク・アンダーソン       | デンバー・ブロンコス               | RB                   | ブライアン・アーラッカー                         | シカゴ・ベアーズ                                 | LB                                               |
| 2001 | アンソニー・トーマス       | シカゴ・ベアーズ                   | RB                   | ケンドレル・ベル                                 | ピッツバーグ・スティーラーズ                     | LB                                               |
| 2002 | クリントン・ポーティス     | デンバー・ブロンコス               | RB                   | ジュリアス・ペッパーズ                           | カロライナ・パンサーズ                           | DE                                               |
| 2003 | アンクワン・ボールディン   | アリゾナ・カージナルス             | WR                   | テレル・サッグス                                 | ボルチモア・レイブンズ                           | LB                                               |
| 2004 | ベン・ロスリスバーガー     | ピッツバーグ・スティーラーズ       | QB                   | ジョナサン・ヴィルマ                             | ニューヨーク・ジェッツ                           | LB                                               |
| 2005 | キャデラック・ウィリアムス | タンパベイ・バッカニアーズ         | RB                   | ショーン・メリマン                               | サンディエゴ・チャージャーズ                     | LB                                               |
| 2006 | ヴィンス・ヤング           | テネシー・タイタンズ               | QB                   | ディミコ・ライアンズ                             | ヒューストン・テキサンズ                         | LB                                               |
| 2007 | エイドリアン・ピーターソン | ミネソタ・バイキングス             | RB                   | パトリック・ウィリス                             | サンフランシスコ・49ers                          | LB                                               |
| 2008 | マット・ライアン           | アトランタ・ファルコンズ           | QB                   | ジェロッド・メイヨ                               | ニューイングランド・ペイトリオッツ               | LB                                               |
| 2009 | パーシー・ハービン         | ミネソタ・バイキングス             | WR                   | ブライアン・クッシング                           | ヒューストン・テキサンズ                         | LB                                               |
| 2010 | サム・ブラッドフォード     | セントルイス・ラムズ               | QB                   | エンダムカン・スー                               | デトロイト・ライオンズ                           | DT                                               |
| 2011 | キャム・ニュートン         | カロライナ・パンサーズ             | QB                   | ボン・ミラー                                     | デンバー・ブロンコス                             | LB                                               |
| 2012 | ロバート・グリフィンⅢ      | ワシントン・レッドスキンズ         | QB                   | ルーク・キークリー                               | カロライナ・パンサーズ                           | LB                                               |
| 2013 | エディー・レイシー         | グリーンベイ・パッカーズ           | RB                   | シェルドン・リチャードソン                       | ニューヨーク・ジェッツ                           | DE                                               |
| 2014 | オデル・ベッカム           | ニューヨーク・ジャイアンツ         | WR                   | アーロン・ドナルド                               | セントルイス・ラムズ                             | DT                                               |
| 2015 | トッド・ガーリー           | ロサンゼルス・ラムズ               | RB                   | マーカス・ピータース                             | カンザスシティ・チーフス                         | CB                                               |
| 2016 | ダック・プレスコット       | ダラス・カウボーイズ               | QB                   | ジョーイ・ボーサ                                 | サンディエゴ・チャージャーズ                     | DE                                               |
| 2017 | アルビン・カマラ           | ニューオーリンズ・セインツ         | RB                   | マーション・ラティモア                           | ニューオーリンズ・セインツ                       | CB                                               |
| 2018 | セイクワン・バークリー     | ニューヨーク・ジャイアンツ         | RB                   | ダリアス・レナード                               | インディアナポリス・コルツ                       | LB                                               |
| 2019 | カイラー・マレー           | アリゾナ・カージナルス             | QB                   | ニック・ボーサ                                   | サンフランシスコ・49ers                          | DE                                               |
| 2020 | ジャスティン・ハーバート   | ロサンゼルス・チャージャーズ       | QB                   | チェイス・ヤング                                 | ワシントン・フットボールチーム                   | DE                                               |
| 2021 | ジャマール・チェイス       | シンシナティ・ベンガルズ           | WR                   | マイカ・パーソンズ                               | ダラス・カウボーイズ                             | LB                                               |
| 2022 | ギャレット・ウィルソン     | ニューヨーク・ジェッツ             | WR                   | ソース・ガードナー                               | ニューヨーク・ジェッツ                           | CB                                               |
| 2023 | C・J・ストラウド           | ヒューストン・テキサンズ           | QB                   | ウィル・アンダーソン・ジュニア                   | ヒューストン・テキサンズ                         | DE                                               |
| 2024 | ジェイデン・ダニエルズ     | ワシントン・コマンダース           | QB                   | ジャレッド・バース                               | ロサンゼルス・ラムズ                             | LB                                               |

## 記録
- 出身大学別で最多はマイアミ大学でチャック・フォアマン（英語版）、オーティス・アンダーソン（英語版）、エディ・ブラウン、エジャリン・ジェームス、クリントン・ポーティス（英語版）、ジョナサン・ヴィルマ（英語版）と最多の6人となっている。
- これまでで最も受賞者を出しているのはデトロイト・ライオンズで7人である。
- オフェンシブ・ルーキー・オブ・ザ・イヤーに選ばれた選手44人のうち、ランニングバックが30人と全体の68％になっている。
- ディフェシブ・ルーキー・オブ・ザ・イヤーに選ばれた43人のうち、ラインバッカーが21人とほぼ半数になる。
- 1971年から2003年までは1人のQBも選ばれなかった。
- フィラデルフィア・イーグルス、ジャクソンビル・ジャガーズ、シアトル・シーホークスから選ばれた選手はいない。
- 1967年にはメル・ファー（英語版）、レム・バーニー（英語版）とデトロイト・ライオンズから、2017年にはアルビン・カマラ、マーション・ラティモア（英語版）とニューオーリンズ・セインツから、2022年にはギャレット・ウィルソン、ソース・ガードナーとニューヨーク・ジェッツから、2023年にはC・J・ストラウド、ウィル・アンダーソン・ジュニアとヒューストン・テキサンズからオフェンス、ディフェンスそれぞれの選手が選ばれた。
- バディ・カリー（英語版）、アル・リチャードソン（英語版）は1980年に同じアトランタ・ファルコンズから同時受賞を果たした。
- 受賞者のうち14人がプロフットボール殿堂入りを果たしている。
- ドラフト全体1位指名選手のうち5人が受賞している（いずれも攻撃選手）。